# Jef Blume
Jef Bertelsen Blume (31. oktober 1912 i Nørre Løgum – 19. juni 1996) var en dansk lærer og fører for Deutsche Jungenschaft Nordschleswig.

## Baggrund
Jef Blume var født og opvokset i et tysksindet hjem i Nørre Løgum ved Løgumkloster i Nordslesvig, som på det tidspunkt hørte under Det Tyske Kejserrige. Efter kommuneskole, så vel dansk som tysk, blev Blume student fra Nibøl i Sydslesvig 1933. Han tog lærereksamen fra Lærerhøjskolen i Kiel i 1935 og blev straks ansat ved den tysksprogede skole i Sæd.
Blume var stærkt aktiv i det tyske mindretals ungdomsarbejde og leder af DJN (Deutsche Jungenschaft Nordschleswig). Under det mindretalstyske naziparti NSDAP-N's politiske og kulturelle ensretning af mindretallet, blev også DJN i 1938 lagt ind partiet og formeret som det rigstyske Hitlerjugend. Blume, som samme år meldte sig ind i Jens Møllers NSDAP-N, fortsatte som leder for DJN, nu med titel af ”Landesführer”, og i september 1940 tog han sin afsked som lærer og flyttede til Aabenraa som lønnet partifunktionær i mindretalsledelsens hovedkvarter Dibbernhaus.

## 2. Verdenskrig
I kraft af sin stilling som ungdomsfører blev Blume i efteråret 1940 medlem af mindretalsledelsens ”lille politiske Råd”. Blume var i 1939 involveret i organiseringen af de helt tidlige hvervninger af mindretallets unge til tysk krigstjeneste, og i sommeren 1940 var han personligt til stede ved sessionerne rundt om i Nordslesvig. Han lod sig selv hverve i sommeren 1940, og i to omgange forrettede han fronttjeneste i Waffen-SS, dels i Tyskland, dels på øst- og vestfronten. Første gang fra april 1941, men mod Blumes vilje blev han kaldt hjem til Nordslesvig i januar 1942 af Jens Møller for at blive genindsat som fører for DJN. 
Under den store hvervekampagne i februar 1942 udsendte Blume et hverveopråb til samtlige tyske lærere i landsdelen, og i marts 1943 førte han sammen med lederen af partiets Organisationsamt, Peter Larsen, forhandlinger med SS-Ersatzkommando i København om den fremtidige hvervning i det tyske mindretal. Ved den lejlighed afleverede han i hverveøjemed lister over forskellige persongrupper. Fra april 1944 til kapitulationen gjorde Blume igen fronttjeneste, men via sit medlemskab af Det lille politiske Råd nåede han at pådrage sig medansvar for oprettelsen af Zeitfreiwillig-korpset, en slags hjemmeværn under den tyske værnemagts kommando, samt Selbstschutz, som var et uniformeret og bevæbnet beskyttelseskorps, der virkede i tilknytning til besættelsesmagten mod danske medborgere.

## Domfældelse og efterkrigstid
Blume blev taget til fange af amerikanerne i maj 1945, udleveret til dansk politi i maj 1946 og idømt 5 års fængsel ved byretten i Aabenraa i efteråret 1948 efter at have siddet varetægtsfængslet i Fårhuslejren. Han blev benådet i 1949 og virkede indtil sin pensionering i 1973 som konrektor på en realskole umiddelbart syd for grænsen, men blev boende i Nørre Løgum. 
I 1953 generhvervede Blume retten til at undervise i Danmark. Fra 1962 til 1966 var Blume næstformand for Bund Deutscher Nordschleswiger og stillede i 1964 op som folketingskandidat for Slesvigsk Parti.